# 十二生肖 (電視劇)
《十二生肖》（英語：Chinese New Horoscope）是香港麗的電視製作的時裝單元電視劇，全劇共12集，策劃為霍耀良、編導為梁天，本劇首播於1978年。

## 劇情內容
每集以其中一個十二生肖為主題，故事不跟傳統而走而是以依據每個生肖的特性為出發點，不同的故事有巧妙之處對人或事都有不同諷刺和反映。